# Pseudectroma ciliatum
Pseudectroma ciliatum är en stekelart som först beskrevs av Svetlana N. Myartseva 1983.  Pseudectroma ciliatum ingår i släktet Pseudectroma och familjen sköldlussteklar. Inga underarter finns listade i Catalogue of Life.